# Burg Dattenberg
Die Burg Dattenberg ist eine teilweise erhaltene Höhenburg am Ortsrand der Ortsgemeinde Dattenberg (Burgstraße) im Landkreis Neuwied in Rheinland-Pfalz.

## Geschichte
Die Burg wurde um 1220 von den niederadligen Herren von Dattenberg als Stammsitz erbaut und 1242 mit den Herren von Dadenberg (Werner de Dadenberg) erwähnt. Im Jahr 1260 erscheint ein Gumbertus de Dadenberg, um 1269 Hermannus de Dadenberg, Ritter, Schwager des Henrich Lehnrich von Ludensdorp. Um 1320 verkaufte Wilhelm de Dadenberg die Burg an das Erzstifts Köln (Erzbischof Heinrich II. von Virneburg), der sie als Burglehen von Altenahr im Jahre 1331 dem Ritter Rollmann von Sinzig verlieh. Der Enkel Rollmanns und seine Nachkommen führten den Namen von Dattenberg. Durch Elisabeth von Dattenberg, Gattin des Goddart von Lülsdorf, kam die Burg an ihren Sohn Albrecht von Lülsdorf, der 1572 belehnt wurde. Als dessen Nachfolger, Ludwig von Lülsdorf, 1664 ohne männliche Nachkommen starb, erhielt der Schwiegersohn, Johann Friedrich Raitz von Frentz zu Gustorf, 1667 das Lehen, das nach seinem Tode 1675 als erledigt eingezogen wurde. Im Jahr 1624 wird die Burg bereits als verfallen bezeichnet.
Im Besitz vom preußischen Staat, wurde die Burg 1822 an den Kölner Appellationsgerichtsrat Dahmen verkauft, danach kam die Burg 1837 in den Besitz von Josef Stoppenbach, Notar in Köln. Stoppenbach errichtete ein zweigeschossiges Landhaus aus Bruchsteinen mit turmartigem Treppenhaus sowie Ökonomiegebäuden. Die wesentlichsten Baumaßnahmen wurden 1840 ausgeführt, der Notar Stoppenbach geriet jedoch 1848 in Konkurs und sein Besitz wurde 1850 versteigert. Otto von Mengershausen übernahm Burg Dattenberg, bis er 1887 den Besitz dem Berliner Baumeister Adolf Fuchs überließ, der sie dann 1890 zu einer schlossähnlichen Villa ausbaute. Adolf Fuchs betrieb in Dattenberg Wein–und Obstanbau. In den Jahren 1929–1938 mussten seine Nachkommen das Anwesen vermieten, an Pater Rudolf Schütz, der mit seiner Institution „Heim in der Sonne“ Jungmädchen aller Stände im Sinne der Katholischen Laienapostolates schulen wollte. 1939 richtete der NS-Staat ein Landjahrlager, zeitweise für Jungen, zeitweise für Mädchen ein. Ende des Zweiten Weltkrieges verschanzten sich deutsche Soldaten auf dem Burggelände, bis die Amerikaner sie besetzten. Nachdem das Anwesen 1949 an den Landkreis Köln gekommen war, wurde es von dessen Rechtsnachfolger, dem Erftkreis bis 1996 als Landschulheim genutzt und kam 2003 in Privatbesitz.

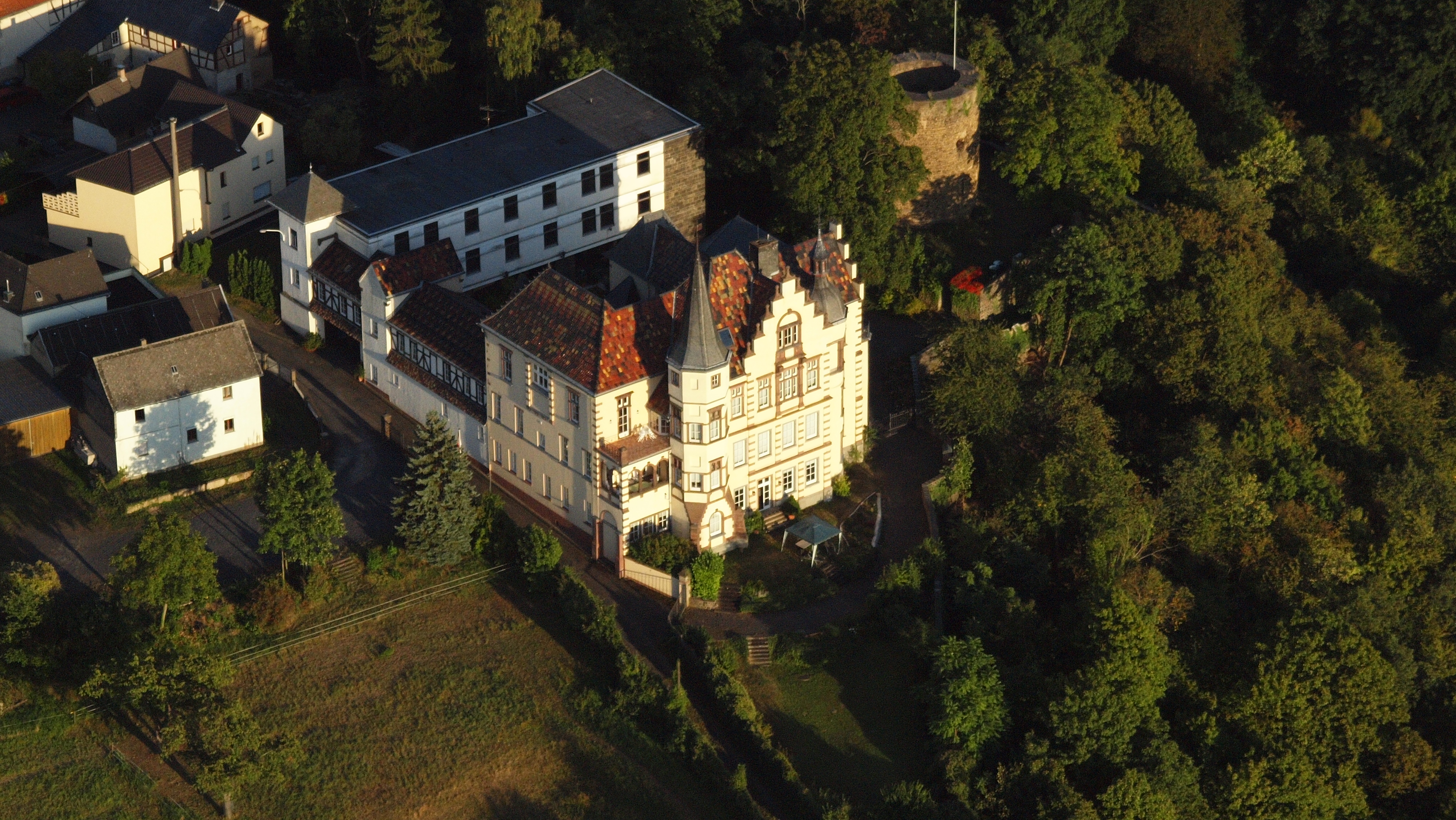
Dattenberg, Landhaus der Burg Dattenberg

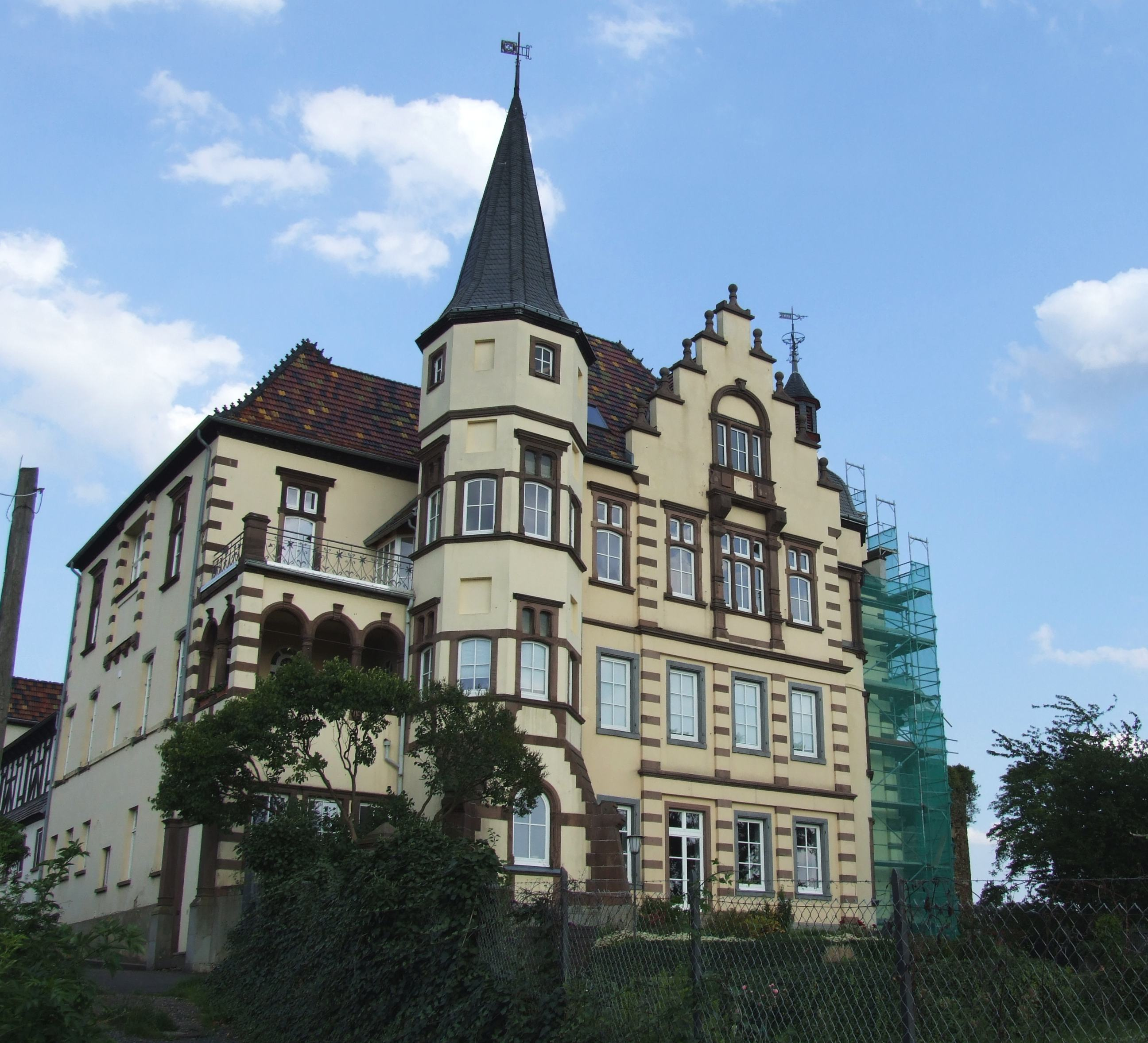
Landhaus der Burg Dattenberg

## Beschreibung
Die ehemalige Höhenburganlage der schlossähnlichen Villa bestand aus einer kreisförmigen Hauptburg, einer rechteckigen Umfassungsmauer und einem Flankierungsturm an der Nordecke und zeigt heute noch den etwa 11 Meter hohen Stumpf des zentral gelegenen Bergfrieds (Wohnturm) mit einem Durchmesser von 8,5 Metern sowie einen in das Schiefergestein gebrochenen Halsgraben. Die Vorburg wurde neuzeitlich überbaut. Der imposanteste Teil der teilrestaurierten Wehranlage ist die nur von außen besichtigbare Ruine des Wohnturms.